# Fulla (eina)

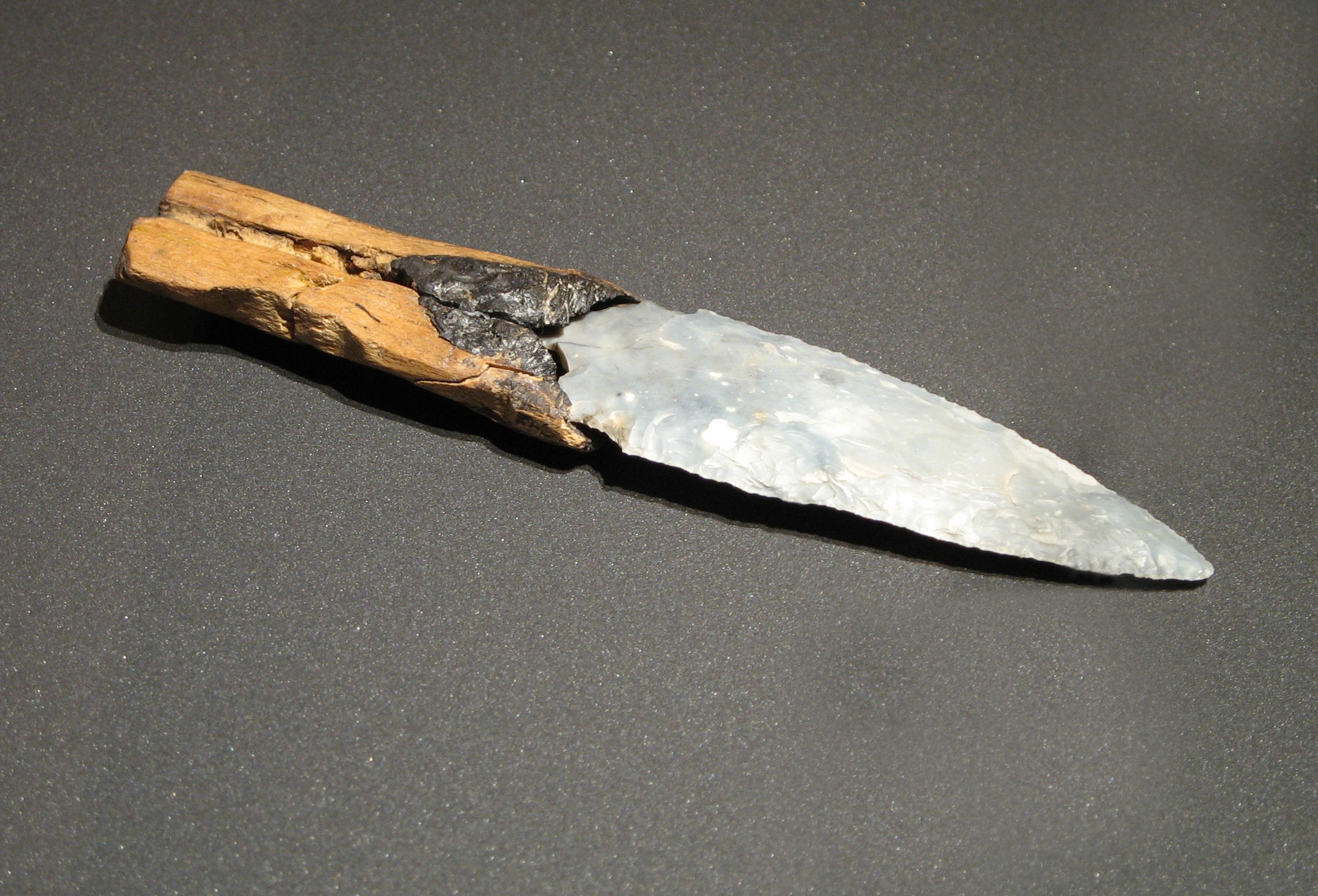
Fulla de sílex

Una fulla és la part plana o làmina prima de metall, especialment d'un ganivet o en general de qualsevol arma blanca o eina de tall o màquina (com la de l'asta o pala d'un ventilador. Normalment té una vora de tall, el fil o una extremitat punxeguda, generalment feta d'una pedra prima, tal com sílex, o metall, més recentment, acer.
Una fulla és utilitzada intencionadament per a tallar, apunyalar, llescar, llançar, impulsar, col·locar o posar (un exemple d'això és la veta de pues), disparar (per exemple el ganivet balístic), raspar (per exemple la goma d'esborrar tinta) o picar un objecte inanimat o un ésser animat.

## Perfil

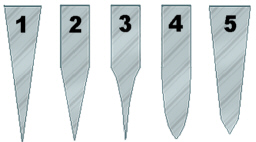
Diferents perfils

Una fulla pot ser d'un sol costat o de dos costats. Atenció, una fulla de dos costats no és pas una fulla de doble tall: es tracta d'una fulla per a la qual els dos costats han estat treballats de manera que guarden una simetria.

### Perfils de dos costats
Aquestes descripcions es refereixen al tall i no a la punta.
- 1: perfil pla o en V.
- 2: perfil sabre.
- 3: perfil buit.
- 4: perfil convex o bombat.
- 5: perfil doble

Els perfils de tall varien segons els usos prevists de la fulla, les dues característiques oposades són la resiliència i l'agudesa del tall:
- El perfil buit és per exemple el de les navalles d'afaitar (més o menys buit, l'extensió del buit per a aquests navalles es mesura en vuitens de l'altura de la fulla).
- el perfil convex és el més resistent mecànicament (a igualtat de qualitat de l'acer) ; és ideal per a les destrals,especialment ja que el seu coeficient de penetració és molt bo. Per exemple, per dividir fusta, la zona de contacte és petita (només la part més externa de la vora convexa està en contacte amb el material tallat) i, per tant, la despesa d'energia és menor. Per contra, en aquest cas precís, el perfil doble tindria tendència a bloquejar-se amb el material que se està tallant.

## Materials
L'acer és probablement el material més utilitzat als nostres dies per a la creació de fulles a escala industrial.

### Acer
Encara que l'acer és, per definició, un aliatge de carboni i de ferro, de vegades es troba l'expressió d'acer al carboni en ganiveteria: es refereix als acers que tenen un contingut de carboni relativament alt (més del 0,1 %). Els imperatius de duresa d'un ganivet precisen generalment per a la seva fabricació els anomenats acers durs (entre 0,6 % i 0,75 % de carboni), fins i tot algunes vegades extra-durs (entre 0,75 % i 1,2 %)
Els acers tenen molts avantatges (es poden esmolar amb facilitat, permeten un bon poder de tall, etc.). Tanmateix, es rovellen amb més facilitat, i precisen doncs un cert manteniment.

### Acers inoxidables
Un acer s'anomena inoxidable si conté com a mínim un 13 % en massa de Crom. A part del carboni i del crom, una fulla d'acer inoxidable, pot de vegades estar feta d'un aliatge compost dels elements següents:
- Nitrògen
- Bor
- Cobalt
- Coure
- Manganès
- Molibdè
- Nickel
- Fòsfor
- Silici
- Sofre
- Titani
- Vanadi
- Tungstè

### Fulles de damasc
Les fulles de Damasc (anomenades també fulles damasquinades) eren unes fulles emprades i elaborades a l'Orient Mitjà en espases des del 1100 aC fins al 1700. Les espases d'acer de Damasc eren llegendàries per la seva duresa i el seu tall "gairebé etern", eren molt aclamades a Europa. La tècnica emprada per a la seva elaboració és avui dia un debat entre metal·lúrgics especialistes en l'elaboració de l'acer. Les espases d'acer damasquinat es coneixien pels patrons de les seves fulles, avui en dia s'empra en l'elaboració de ganivets d'alta gamma.

### Materials no ferrosos
Apart l'acer, es poden emprar molts materials de base, diferents, per a la fabricació d'una fulla, essencialment:
- Ceràmica
- Obsidiana
- Os
- Sílex
- Titani

## Tipus de fulles

Classificació dels diferents tipus de fulles

Classificació dels diferents tipus de fulles, deixant de banda unes eventuals dents (només considerant la punta pròpiament dita):
S1.-fulla estàndard, una fulla normal, la més corrent, amb la part posterior plana, que pot servir per tallar o per foradar.
S2.-fulla de tipus trailing-point, optimitzada per a retallar
S3.- fulla de tipus drop-point, caracteritzada per la seva forma convexa, en la part posterior de la fulla.
S4.- fulla de tipus clip-point. hi ha diferents variacions, sovint menys marcades per als ganivets, aquest tipus recorda tanmateix la fulla de certs tipus de sabres, que segueixen millor l'estil. El ganivet Bowie és un exemple prou conegut d'aquest tipus de ganivets.
S4b.- fulla de tipus peu d'ovella.
S5.- fulla de tipus yatagan
S6.- fulla de tipus Wharncliffe
S7.- fulla de tipus spey-point.
S8.- fulla de tipus spear-point.
S9.- fulla de tipus needle-point.
S10.- l'adaptació occidental del Tantō, que en la seva versió d'original no presenta normalment inclinació en la part posterior, i que sol tenir (no sempre) la fulla en angle.
S11.- eina ulu, un ganivet inuit.

## Parts de la fulla d'una espasa
La fulla d'una espasa consta de tres parts: la part anterior o punta de l'espasa, la part central de la fulla, que pot presentar o no una canaleta, i la part més propera al mantí, coneguda amb el nom de coll d'espasa.